# David di Donatello 1960
La cerimonia di premiazione della 5ª edizione dei David di Donatello si è svolta il 31 luglio 1960 al teatro antico di Taormina.

## Vincitori
Miglior regista
- Federico Fellini - La dolce vita

Migliore produttore
- Dino De Laurentiis Cinematografica - La grande guerra (ex aequo)
- Zebra Film - Il generale Della Rovere (ex aequo)

Migliore attore protagonista
- Vittorio Gassman - La grande guerra (ex aequo)
- Alberto Sordi - La grande guerra (ex aequo)

Migliore attrice straniera
- Audrey Hepburn - La storia di una monaca

Migliore attore straniero
- Cary Grant - Intrigo internazionale

Targa d'Oro
- Elizabeth Taylor, per la sua interpretazione in: Improvvisamente, l'estate scorsa (Suddenly, Last Summer); regia di Joseph L. Mankiewicz
- 20th Century Fox, per la produzione di: Il diario di Anna Frank (The Diary of Anne Frank); regia di George Stevens
- Grigori Chukhrai, per la sua regia in: Ballata di un soldato (Баллада O Cолдате: Ballada o soldate)
- Giuseppe Amato, per l'insieme delle sue regie e produzioni
- Angelo Rizzoli, per l'insieme delle sue produzioni
- Titanus, per l'insieme delle sue produzioni e distribuzioni